# Andrew Lâm
Andrew Lâm Quang Dũng (sinh năm 1964) là một nhà văn và ký giả người Mỹ gốc Việt.

## Tiểu sử
Ông sinh ra ở Miền Nam Việt Nam, là con của trung tướng Quân lực Việt Nam Cộng hòa Lâm Quang Thi. Ở Việt Nam ông học trường trung học Lycée Yersin tại Đà Lạt (bây giờ là Trường Cao đẳng Sư phạm Đà Lạt)
Lâm rời khỏi Việt Nam khi Sài gòn thất thủ vào tháng 4 năm 1975. Ở Hoa Kỳ ông theo học tại Đại học California tại Berkeley với môn chính là Sinh Hóa. Chẳng bao lâu ông từ bỏ ý định theo học Y khoa, mà tham dự vào các chương trình tập viết sáng tạo tại Đại học Tiểu bang San Francisco. Trong khi còn đi học ông đã viết cho Pacific News Service vào năm 1993 được giải thưởng cho phóng viên trẻ tuổi xuất sắc (the Outstanding Young Journalist Award) của Society of Professional Journalists.
Một phim tài liệu của PBS sản xuất bởi WETA trong thập niên 2000 nói 3 câu chuyện của những người Hoa Kỳ tới thăm quê hương của gia đình trong đó có chuyến trở về Việt Nam của Lâm.
Ông hiện tại là chủ bút của trang New America Media. Ông cũng là một phóng viên và nhà văn viết truyện ngắn. Vào năm 2005, ông cho phát hành tập truyện Perfume Dreams, về vấn đề quan hệ và vai trò của một người Việt đang sống ở Hoa Kỳ. Lâm đã được PEN Open Book Award vào năm 2006 cho cuốn Perfume Dreams: Reflections on the Vietnamese Diaspora. ("Những giấc mơ hương") Ông cũng đóng góp thường xuyên cho National Public Radio's All Things Considered. Cuốn sách thứ hai của ông: "East Eats West: Writing in Two Hemispheres" ("Đông ăn Tây") là một suy ngẫm về các quan hệ Đông-Tây, và vấn đề sự nhập cư của người Á châu đã thay đổi phương Tây như thế nào. Nó được xếp vào 10 cuốn sách đứng đầu theo xếp hạng của tạp chí Shelf Unbound vào năm 2010.
"Birds of Paradise Lost," cuốn sách thứ ba của ông, là một sưu tập nhiều chuyện ngắn về những người Việt mới tới Hoa Kỳ, lập lại cuộc đời tại vịnh San Francisco sau một cuộc di cư dài và nhiều đau khổ từ Việt Nam.
Lâm viết blog thường xuyên cho Huffington Post.
Tuy kín đáo về vấn đề tính dục, vào năm 2009 Lâm đã tham dự một cuộc phỏng vấn cho một tuyển tập về chân dung những người đồng tính Hoa Kỳ.

## Sách báo ấn hành
Sách
- "Perfume Dreams: Reflections on the Vietnamese Diaspora", (Heyday Books, 2005)
- "East Eats West: Writing in Two Hemispheres," (Heyday Books, 2010)
- "Birds of Paradise Lost," (Red Hen Press, 2013)

Bài viết
- "Letter to a Vietnamese cousin: Should you come to America?", ngày 22 tháng 12 năm 2002
- "Andrew Lam's essays on New America Media" Lưu trữ ngày 9 tháng 2 năm 2014 tại Wayback Machine
- "Andrew Lam's essays on Huffington Post"

Truyện hư cấu
- "Slingshot" in Zyzzyva, winter 1998, available online Lưu trữ ngày 25 tháng 10 năm 2004 tại Wayback Machine

Truyện ngắn
"Show and Tell"
- "Letter to a young refugee from another", ngày 6 tháng 4 năm 1999 Lưu trữ ngày 30 tháng 9 năm 2008 tại Wayback Machine

## Phát biểu
- "Art is the lesser sister to medicine. It aims to heal."